# Liste der Nummer-eins-Hits in Belgien (1978)
Diese Liste enthält alle Nummer-eins-Hits in Belgien im Jahr 1978. Es gab in diesem Jahr 18 Nummer-eins-Singles.
| Singles |
| --- |
| - Raffaella Carrà – A far l'amore comincia tu - 1 Woche (31. Dezember 1977 – 6. Januar 1978) - Wings – Mull of Kintyre - 6 Wochen (7. Januar – 17. Februar) - Scott Fitzgerald & Yvonne Keeley – If I Had Words - 2 Wochen (18. Februar – 3. März, insgesamt 3 Wochen) - ABBA – Take a Chance on Me - 1 Woche (4. März – 10. März, insgesamt 2 Wochen) - Scott Fitzgerald & Yvonne Keeley – If I Had Words - 1 Woche (11. März – 17. März, insgesamt 3 Wochen) - ABBA – Take a Chance on Me - 1 Woche (18. März – 24. März, insgesamt 2 Wochen) - Eruption – I Can’t Stand the Rain - 1 Woche (25. März – 31. März) - Blondie – Denis - 4 Wochen (1. April – 28. April) - Boney M. – Rivers of Babylon / Brown Girl in the Ring - 7 Wochen (29. April – 16. Juni, insgesamt 8 Wochen) - Clout – Substitute - 1 Woche (17. Juni – 23. Juni) - Boney M. – Rivers of Babylon / Brown Girl in the Ring - 1 Woche (24. Juni – 30. Juni, insgesamt 8 Wochen) - ABBA – Eagle - 1 Woche (1. Juli – 7. Juli) - John Travolta & Olivia Newton-John – You’re the One That I Want - 8 Wochen (8. Juli – 1. September) - Abdul Hassan Orchestra – Arabian Affair - 1 Woche (2. September – 8. September) - La Bionda – One for You, One for Me - 2 Wochen (9. September – 22. September) - Luv’ – You’re the Greatest Lover - 2 Wochen (23. September – 6. Oktober) - Olivia Newton-John – Hopelessly Devoted to You - 4 Wochen (7. Oktober – 3. November, insgesamt 5 Wochen) - John Travolta & Olivia Newton-John – Summer Nights - 1 Woche (4. November – 10. November, insgesamt 2 Wochen) - Olivia Newton-John – Hopelessly Devoted to You - 1 Woche (11. November – 17. November, insgesamt 5 Wochen) - John Travolta & Olivia Newton-John – Summer Nights - 1 Woche (18. November – 24. November, insgesamt 2 Wochen) - 10cc – Dreadlock Holiday - 3 Wochen (25. November – 15. Dezember) - Luv’ – Trojan Horse - 2 Wochen (16. Dezember – 29. Dezember) - Village People – Y.M.C.A. - 2 Wochen (30. Dezember 1978 – 12. Januar 1979, insgesamt 6 Wochen; siehe 1979) |

Siehe auch: Nummer-eins-Hits 1978 in  Australien, Deutschland, Finnland, Frankreich, Irland, Italien, Japan, Kanada, Neuseeland, den Niederlanden, Norwegen, Österreich, Schweden, der Schweiz, Spanien, den Vereinigten Staaten und im Vereinigten Königreich.